# 乌普维尔
乌普维尔（法語：Houppeville，法語發音：[upvil]）是法国滨海塞纳省的一个市镇，属于鲁昂区。

## 地理
乌普维尔（49°30'45"N, 1°4'46"E）面积20.8 平方千米，位于法国诺曼底大区滨海塞纳省，该省份为法国北部沿海省份，其西部及北部濒大西洋英吉利海峡，东起顺时针与索姆省、瓦兹省、厄尔省和卡爾瓦多斯省接壤。
与乌普维尔接壤的市镇（或旧市镇、城区）包括：布瓦纪尧姆、勒乌尔姆、伊斯诺维尔、马洛奈、蒙圣艾尼昂、邦德维尔圣母镇、坎康普瓦、比奥雷勒。

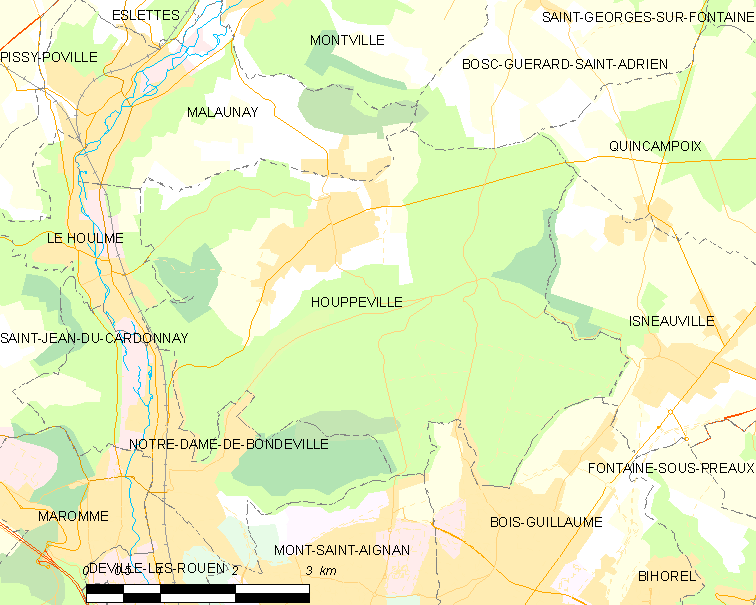
乌普维尔的OSM定位图

乌普维尔的时区为UTC+01:00、UTC+02:00（夏令时）。

## 行政
乌普维尔的邮政编码为76770，INSEE市镇编码为76367。

## 政治
乌普维尔所属的省级选区为邦德维尔圣母镇县。

## 人口

1962-2008年间乌普维尔人口变化图示

乌普维尔于2022年1月1日时的人口数量为2849人。